# Dolichopeza tinkhamiana
Dolichopeza tinkhamiana är en tvåvingeart som beskrevs av Alexander 1942. Dolichopeza tinkhamiana ingår i släktet Dolichopeza och familjen storharkrankar. Inga underarter finns listade i Catalogue of Life.